# Hans Henny Jahnn
Hans Henny Jahnn, egentligen Hans Henry Jahn, född 17 december 1894 i Hamburg, död där 29 november 1959, var en tysk författare, politisk skribent, orgelbyggare och musikförläggare.

## Liv och verksamhet
Under sitt liv var Hans Henny Jahn framför allt omstridd för sina drastiskt gränsöverskridande skildringar av sexualitet och våld. Han såg sig själv som antimilitarist, vände sig mot "Rassenhass und Todesstrafe" (rashat och dödsstraff) och tog avstånd från våld, även mot djur.
Han vistades i Norge under första världskriget. Vid nazisternas maktövertagande 1933 flyttade han till Schweiz och senare till Danmark där han köpte en gård på Bornholm och bedrev jordbruk och hormonforskning. Efter 1945 återvände han till Hamburg och var aktiv i den västtyska rörelsen mot atomvapen.

## Verk (på svenska)
- Blynatten (Die Nacht aus Blei) (översättning Brita Edfelt, Tiden, 1968)

## Priser och utmärkelser
- 1920: Kleistpriset för skådespelet Pastor Ephraim Magnus